# Detlef Gaedt
Detlef Gaedt (* 1938; † 15. März 2005 in Düsseldorf) war ein deutscher Unternehmer.
Detlef Gaedt war von jeher in der Gastronomiebranche beschäftigt. 1968 kam er zur Düsseldorfer Stockheim-Gruppe. Dort stieg er sehr schnell in die Unternehmensleitung ein. Gaedt galt als Seele und Motor der Firma. Bis zum Jahr 2000 war er Geschäftsführender Gesellschafter der Unternehmensgruppe und war auch nach seiner Pensionierung weiterhin beratend tätig. Ihm wird zugeschrieben, das gesamte Catering der Luftlinie Air Berlin zu  Stockheim gebracht zu haben. Gaedt starb im Alter von 67 Jahren an Lungenkrebs.
| Personendaten    | Personendaten         |
| ---------------- | --------------------- |
| NAME             | Gaedt, Detlef         |
| KURZBESCHREIBUNG | deutscher Unternehmer |
| GEBURTSDATUM     | 1938                  |
| STERBEDATUM      | 15. März 2005         |
| STERBEORT        | Düsseldorf            |